# جوائز الأودي
جوائز الأودي (بالإنجليزية: audie awards)‏ هي جوائز للإنجازات الصوتية، ولا سيما سرد الكتاب المسموع وأداء الدراما المسموعة، المنشورة في الولايات المتحدة الأمريكية. تقدمها جمعية ناشري الصوت في مارس من كل عام.
عادةً ما تشبه الجوائز بجائزة الاوسكار لتقديرها العام للجدارة في صناعة الصوت. من أجل الفوز، يجب تقديم الأعمال للترشيح. تنظر لجنة من الحكام في المرشحين بناءً على قبول المستهلك وأداء المبيعات والتسويق، ويتم اختيار الفائزين والمرشحين النهائيين بناءً على السرد وجودة الإنتاج ومحتوى المصدر؛ تم أيضًا تقييم التعبئة والتغليف سابقًا.

## روابط خارجية
- الموقع الرسمي
- قائمة بالفائزين بالجائزة من 1996 الى الأن